# Oda (Fluss)
Der Oda ist ein Fluss im Pra-Einzugsgebiet im Süden Ghanas.

## Verlauf
Der Fluss hat seine Quellen bei Kumasi. Er entwässert das Stadtgebiet der Millionenstadt. Er fließt in südwestliche Richtung. Der Oda mündet in den unteren Mittellauf des Offin.

## Hydrometrie
Die monatliche Durchströmung des Oda wird an der hydrologischen Station in Anwiankwanta bei knapp der Hälfte des Einzugsgebietes gemessen. Hier exemplarisch dargestellt die Abflüsse des hydrologischen Jahres 2017/18 (in m³/s; Werte aus Diagramm abgelesen).

## Ökologie
75 % der Fläche der Millionenstadt Kumasi entwässern über den Oda. Dadurch ist sein Wasser stark belastet. Zudem wird am Oda, so wie an vielen Flüssen im Pra Einzugsgebiet, nach Gold geschürft, was den Fluss zusätzlich belastet.